# Mistrzostwa Świata w Piłce Nożnej 2026 (eliminacje strefy CONCACAF)/Grupa D
Ten artykuł dotyczy trwającego lub niedawnego wydarzenia sportowego. Informacje w nim zamieszczone mogą się zmienić lub zdezaktualizować wraz z postępem zdarzenia. Początkowe doniesienia, wyniki lub statystyki mogą być niepewne. Ostatnie aktualizacje do tego artykułu mogą nie odzwierciedlać najbardziej aktualnych informacji.
W Grupie D drugiej rundy eliminacji do Mistrzostw Świata 2026 biorą udział następujące zespoły:
- Panama
- Nikaragua
- Gujana
- Montserrat
- Belize

## Tabela
| Lp. | Drużyna    | M | Z | R | P | B+ | B– | +/– | Pkt | Kwalifikacja            |     | Panama | Nikaragua | Gujana |     | Belize |
| --- | ---------- | - | - | - | - | -- | -- | --- | --- | ----------------------- | --- | ------ | --------- | ------ | --- | ------ |
| 1   | Panama     | 4 | 4 | 0 | 0 | 10 | 1  | +9  | 12  | Awans do trzeciej rundy |     |        | 3–0       | 2–0    |     |        |
| 2   | Nikaragua  | 4 | 3 | 0 | 1 | 9  | 4  | +5  | 9   | Awans do trzeciej rundy |     |        |           | 1–0    | 4–1 |        |
| 3   | Gujana     | 4 | 2 | 0 | 2 | 6  | 4  | +2  | 6   |                         |     |        |           |        | 3–0 | 3–1    |
| 4   | Montserrat | 4 | 1 | 0 | 3 | 3  | 10 | −7  | 3   |                         | 1–3 |        |           |        | 1–0 |        |
| 5   | Belize     | 4 | 0 | 0 | 4 | 1  | 10 | −9  | 0   |                         | 0–2 | 0–4    |           |        |     |        |

## Wyniki
| 6 czerwca 202404:00 CEST | Nikaragua                                                  | 4:1(2:1) | Montserrat | Estadio Nacional de Fútbol, Managua Widzów: 14 320 Sędzia: Tori Penso |
| 6 czerwca 202404:00 CEST | Moreno 3' · Daniels 23' (sam.) · Montes 69' · Medina 90+3' | 4:1(2:1) | 9' Barzey  | Estadio Nacional de Fútbol, Managua Widzów: 14 320 Sędzia: Tori Penso |

| 7 czerwca 202402:30 CEST | Panama                       | 2:0(0:0) | Gujana | Estadio Rommel Fernández, Panama Widzów: 8 575 Sędzia: Filiberto Martínez |
| 7 czerwca 202402:30 CEST | Martínez 62' · Rodríguez 65' | 2:0(0:0) |        | Estadio Rommel Fernández, Panama Widzów: 8 575 Sędzia: Filiberto Martínez |

| 9 czerwca 202402:00 CEST | Belize                                                | 0:4(0:1) | Nikaragua | FFB Stadium, Belmopan Sędzia: Bryan López |
| 9 czerwca 202402:00 CEST | 39', 65' Hernández · 56' (k) Barrera · 89' (k) Moreno | 0:4(0:1) |           | FFB Stadium, Belmopan Sędzia: Bryan López |

| 10 czerwca 202403:00 CEST | Montserrat           | 1:3(0:1) | Panama                                  | Estadio Nacional de Fútbol, Managua (Nikaragua) Widzów: 155 Sędzia: Ismael Cornejo |
| 10 czerwca 202403:00 CEST | Strawbrige-Simon 48' | 1:3(0:1) | 40' Welch · 61' Fajardo · 70' Rodríguez | Estadio Nacional de Fútbol, Managua (Nikaragua) Widzów: 155 Sędzia: Ismael Cornejo |

| 12 czerwca 202400:00 CEST | Gujana                      | 3:1(0:0) | Belize        | Wildey Turf, Bridgetown (Barbados) Widzów: 110 Sędzia: Reon Radix |
| 12 czerwca 202400:00 CEST | Moore 66', 71' · Gordon 67' | 3:1(0:0) | 88' Bernárdez | Wildey Turf, Bridgetown (Barbados) Widzów: 110 Sędzia: Reon Radix |

| 4 czerwca 202523:00 CEST | Montserrat | 1:0(1:0) | Belize | Ato Boldon Stadium, Couva (Trynidad i Tobago) Sędzia: Kimbell Ward |
| 4 czerwca 202523:00 CEST | Rogers 2'  | 1:0(1:0) |        | Ato Boldon Stadium, Couva (Trynidad i Tobago) Sędzia: Kimbell Ward |

| 7 czerwca 202504:00 CEST | Nikaragua  | 1:0(1:0) | Gujana | Estadio Nacional de Fútbol, Managua Sędzia: Ekaterina Koroleva |
| 7 czerwca 202504:00 CEST | Moreno 41' | 1:0(1:0) |        | Estadio Nacional de Fútbol, Managua Sędzia: Ekaterina Koroleva |

| 8 czerwca 2025CEST | Belize                     | 0:2(0:1) | Panama | FFB Stadium, Belmopan Sędzia: Julio Luna |
| 8 czerwca 2025CEST | 10' Escobar · 50' Guerrero | 0:2(0:1) |        | FFB Stadium, Belmopan Sędzia: Julio Luna |

| 11 czerwca 202502:00 CEST | Gujana                                      | 3:0(2:0) | Montserrat | Synthetic Track and Field Facility, Leonora Sędzia: Ricangel de Leça |
| 11 czerwca 202502:00 CEST | Ferguson 35' · De Rosario 38' · Glasgow 72' | 3:0(2:0) |            | Synthetic Track and Field Facility, Leonora Sędzia: Ricangel de Leça |

| 11 czerwca 202502:00 CEST | Panama                             | 3:0(2:0) | Nikaragua | Estadio Rommel Fernández, Panama Sędzia: Ismael Lopez |
| 11 czerwca 202502:00 CEST | Yanis 56' · Díaz 88' · Davis 90+3' | 3:0(2:0) |           | Estadio Rommel Fernández, Panama Sędzia: Ismael Lopez |

## Strzelcy

### 3 gole
- Jaime Moreno

### 2 gole
- Deon Moore
- Bancy Hernández
- José Luis Rodríguez

### 1 gol
- Carlos Bernárdez
- Osaze De Rosario
- Nathan Ferguson
- Omari Glasgow
- Liam Gordon
- Brandon Barzey
- Mark Rogers
- Kaleem Strawbrige-Simon
- Juan Barrera
- Harold Medina
- Jacob Montes
- Éric Davis
- Ismael Díaz
- Fidel Escobar
- José Fajardo
- Eduardo Guerrero
- Cristian Martínez
- Jovani Welch
- César Yanis

### Gole samobójcze
- Donervon Daniels (dla  Nikaragui)